# Parc Natural del Delta de l'Ebre

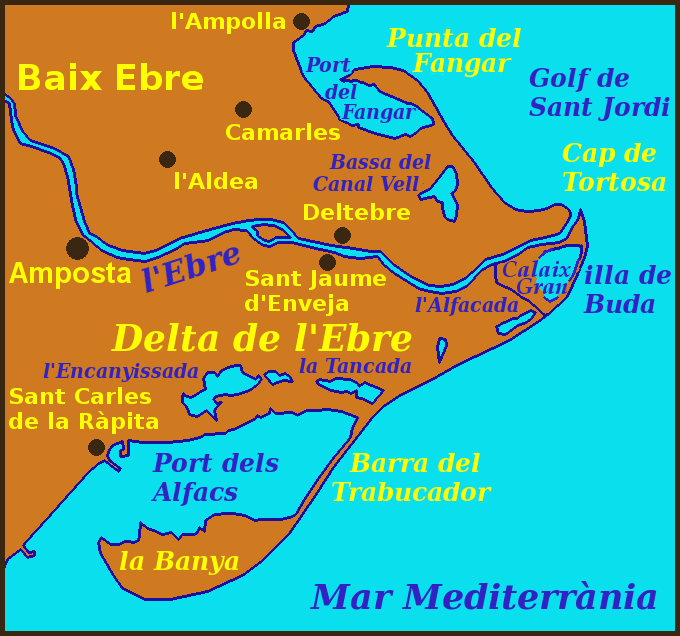
Delta de l'Ebre

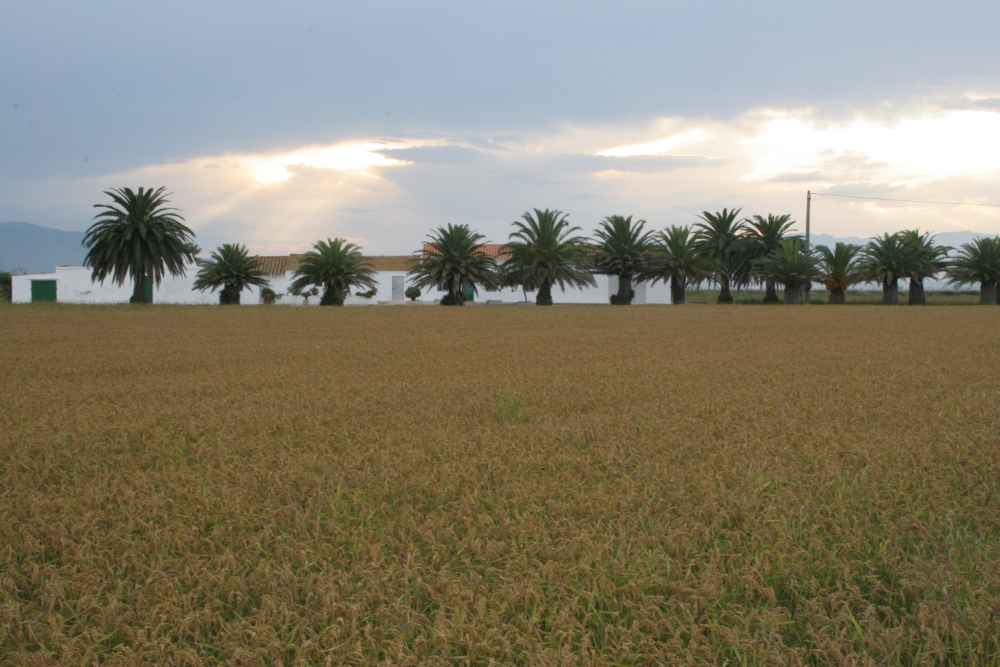
Arrossars del delta de l'Ebre

El Parc Natural del Delta de l'Ebre es troba a la desembocadura del riu Ebre, a la província de Tarragona i a les comarques del Montsià i del Baix Ebre (vegueria de les Terres de l'Ebre), a la part més meridional del Principat de Catalunya. Es va declarar espai protegit el 1983, i va ser ampliat posteriorment el 1986 amb una extensió de 7.736 hectàrees.
La protecció d'aquest espai tingué un precedent l'any 1962 quan, a instàncies de la comunitat científica, el delta de l'Ebre fou inclòs en la classificació de les zones humides euroafricanes del Bureau MAR amb la categoria de prioritat urgent. El decret 332/1986 declarava, juntament amb el parc natural, les Reserves Naturals Parcials de la Punta de la Banya i de l'illa de Sapinya. L'any següent (setembre del 1987), d'acord amb una directiva de la Comunitat Econòmica Europea sobre la conservació dels ocells, es declarava zona de protecció especial. La protecció s’amplià al març del 1993, per la qual s’incloïa el parc a la llista de zones humides d'importància internacional (conveni de Rāmsar), especialment com a hàbitat d'ocells aquàtics. L'any 2013 la UNESCO declarà la Reserva de la Biosfera de les Terres de l'Ebre, que incloïa el parc natural del Delta de l'Ebre, a més d'altres zones.
Inclou els termes municipals de l'Ampolla, Amposta, Camarles, Deltebre, la Ràpita i Sant Jaume d'Enveja. El delta de l'Ebre és la zona humida més gran de Catalunya i una de les més importants de l'Europa Occidental, després del parc regional de la Camarga a França i el parc nacional de Doñana al sud d'Espanya. Rafel Balada Llasat en fou el primer director, des dels seus inicis (el 1983) fins al 2000.

## Geologia

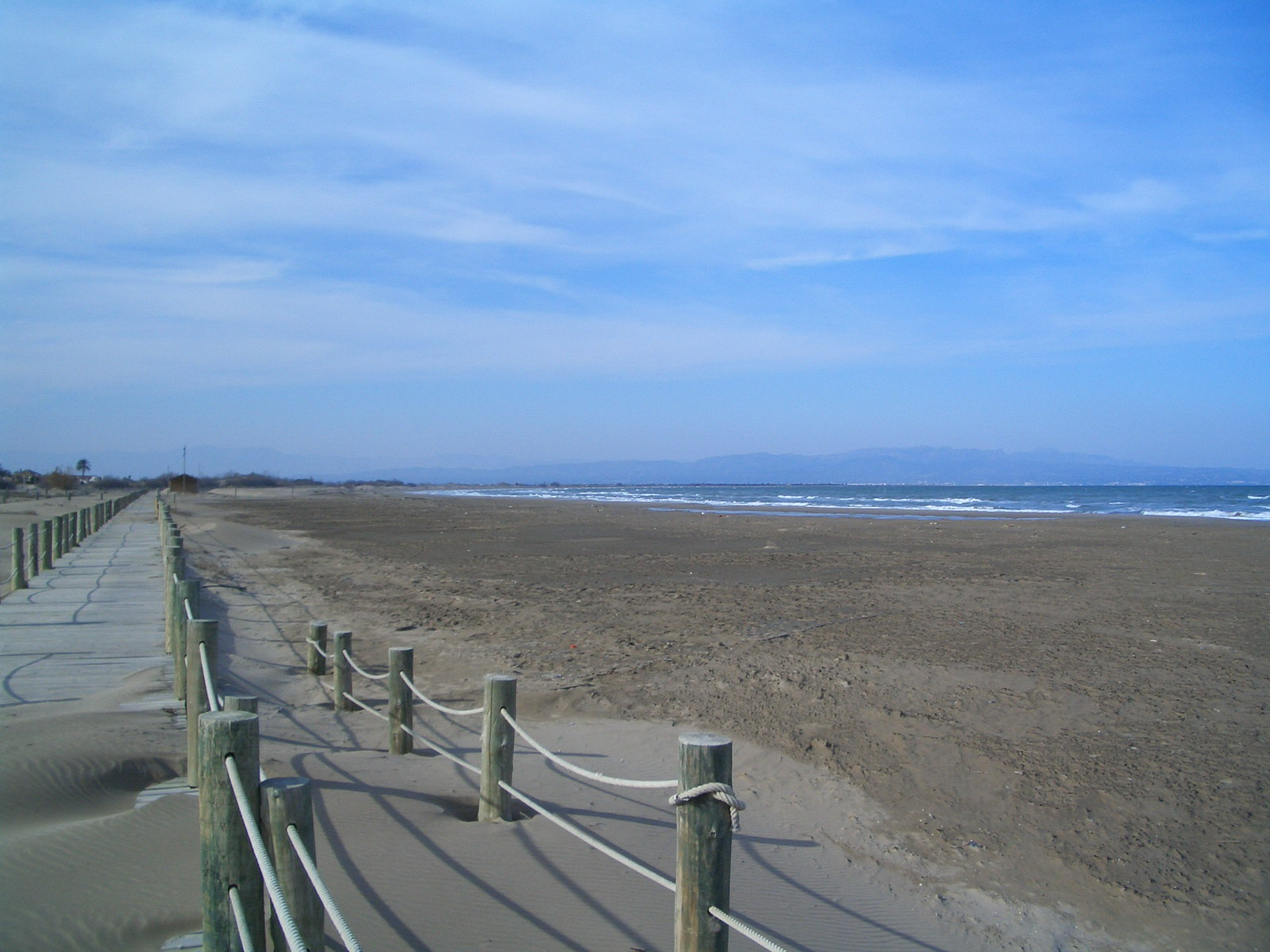
La platja de Riumar, al delta de l'Ebre

El riu Ebre és el segon riu més cabalós, després del Duero, de la península Ibèrica, i el principal responsable d'aquest entorn; aporta els materials arrancats al llarg del seu recorregut per dipositar-los ací, en la conjunció amb el mar Mediterrani. Els sediments són, per tant, els materials provinents dels Pirineus, del sistema Ibèric i de la serralada Cantàbrica, lloc on neixen el riu i els seus afluents. La quantitat de materials sedimentats han creat una extensa plana al·luvial de més de 320 km² de superfície que es projecta prop de 22 km dins del mar en forma de tascó, i en la qual s'han format nombrosos hàbitats. Les grans centrals hidroelèctriques han creat grans preses que han frenat el creixement del delta i fins i tot en causen el seu retrocés per falta de sediment.
L'actual forma del Delta és triangular amb dues sagetes menors, l'una al nord i l'altra al sud, que delimiten les badies del Fangar i dels Alfacs. El riu travessa el Delta pel centre i desemboca al mar en dos braços (les goles de l'Ebre) que envolten l'illa de Buda. El braç sud (gola de Migjorn) es tanca periòdicament, encara que quan el riu baixa fort pot tornar-se a obrir. Moltes vegades, durant l'hivern, hom l'obre artificialment per afavorir-ne la neteja i la circulació. El braç nord (gola Nord) se subdivideix en un de superior permanentment obert i un de central permanentment tancat. Ambdós limiten l'illa de Sant Antoni. Aquesta configuració del Delta no ha estat sempre així, car un sistema d'aquest tipus és un sistema dinàmic, viu, que al llarg del temps ha adquirit diverses formes i ha sofert modificacions en el llit dels braços del riu i en el seu nombre. El de l'Ebre és un exemple de delta on hom pot constatar tant la influència de les aportacions fluvials (la forma de tascó) com els processos marins costaners (línia de costa recta i gran desenvolupament de les dues sagetes). El riu Ebre és d'una gran irregularitat en la descàrrega de sediment, ja que experimenta grans crescudes i passa per períodes d'estiatge molt marcats.
Els temporals de llevant i els processos costaners intervenen i han intervingut d'una manera molt decisiva en l'evolució deltaica, i per aquest motiu el perfil del delta ha anat variant amb el temps. El veritable desenvolupament del delta actual s'inicià al final de la darrera glaciació, quan el nivell del mar va ascendir, i s'estabilitzà dues vegades fins a arribar a la configuració actual. Hom té constància que al segle xii el delta ja penetrava mar endins.
Hi ha dues teories sobre la formació del delta. A la primera, el riu Ebre desembocava en un gran estuari a Tortosa en època dels romans i no hi havia cap rastre del delta; a la segona, ja tenia certa amplitud. Amb tot, l'única cosa segura és que la seva forma ha anat canviant. Diversos historiadors situen la distància entre la desembocadura i Tortosa en uns 20 km cap al segle xv.
Durant els segles xiii i xiv s'aprofitaren les goles interiors per a la construcció de l'anomenat Port Fangós, des d'on sortiren les expedicions militars per a les conquestes de Sicília i Sardenya.
Al segle xv l'Ebre tenia tres desembocadures o goles —la del nord, la de llevant i la de migjorn— que desguassaven respectivament a la llacuna de les Olles, a la gola nord actual i a la llacuna de la Platjola (Riet Vell). El major desenvolupament es dona a partir dels segles xiv i xv, a causa d'una gran desforestació de la conca de l'Ebre. A finals del segle xviii, Carles III inicia la construcció d'un canal entre Amposta i la Ràpita per facilitar-ne la navegació, però l'enorme quantitat de residus sòlids que aportava el riu en aquell època acaba per fer fracassar el projecte.
Als segles xvii i xviii el riu continuava tenint tres desembocadures i ja s'estava formant la Banya, per bé que era de menys extensió que l'actual. El tancament de les badies durant els segles xviii i xix formà les llacunes litorals del Canal Vell, l'Encanyissada i la Tancada, i la sageta litoral nord del Fangar. Aquesta evolució va configurar l'actual delta, que és l'únic perfectament establert dels Països Catalans i de tota la península Ibèrica. Així, les llacunes litorals són restes d'antigues desembocadures o del tancament de badies. Les actuals sagetes litorals podrien tancar-se i les badies del Fangar i dels Alfacs podrien transformar-se en llacunes litorals que posteriorment s'anirien omplint.
De tota manera, la construcció d'embassaments riu amunt ha provocat una disminució notable de l'aportació de sediments, que s'han reduït fins al 15 per cent dels aportats el 1935 i l'1 per cent dels aportats a principis del segle xx, cosa que pot modificar determinades tendències de creixement d'aquest delta que el riu s'encarrega d'engrandir i el mar d'erosionar.

## Clima
Al delta de l'Ebre (incloent-hi el parc natural) el clima és mediterrani, amb temperatures moderades i humitat elevada, amb precipitacions escasses. El fenomen més característic d'aquest territori és el vent, que sol ser persistent i moltes vegades intens. El més freqüent és el procedent del nord i del nord-oest, aquest darrer amb un baix contingut d'humitat i conegut amb el nom de «vent de dalt». Els vents de l'est i del nord-est són els denominats «llevant» i són els responsables de les pluges i de l'entrada d'aigua de mar a les llacunes litorals. La freqüència del vent al delta de l'Ebre és causada per l'encaixonament entre muntanyes en què discorre la part final del riu, abans d'arribar al Delta. Aquest tub natural és el responsable de la canalització dels vents que hi circulen a gran velocitat, sobretot a l'hivern, que prenen una gran violència.

### Platja i dunes[calcitació]
Una duna és una acumulació de sorra, la qual el vent ha ha fet que es formi una forma suau i uniforme i sovint es troben en els deserts o en el litoral. La granulometria de la sorra que forma les dunes (també anomenada sorra eòlica), mesura a l'entorn de 0,2 mm de diàmetre de les seves partícules. Es formen quan el vent, arrossega la sorra fins que troben un obstacle, i la sorra es va acumulant fins que forma una duna.
Les dunes són un element canviant, dinàmic i molt característic de les platges del Delta. Ara, les dunes van desapareixent a causa l'acció humana, ja que aquesta neteja la sorra amb maquinària i la urbanització del litoral les han fet desaparèixer i, si les dunes desapareixen, les plantes i els animals també perquè alguns les necessiten per a viure. Al Delta hi trobem platges sorrenques, on s'ha originat el paisatge dunar (paisatge de dunes) més extens de Catalunya, que s'ha convertit en un ambient important internacional al Parc pel seu estat de conservació. Les dunes depenen de la seva proximitat al mar i de la influència dels vents, que transporten els sediments de les platges. Més lluny, les dunes són més estables i apareixen unes comunitats vegetals anomenades psammòfiles, que s'han agut d'adaptar a les condicions de vida que hi ha allà: mobilitat del sòl, alta permeabilitat i un elevat índex de reflexió solar.
Darrere la duna s'hi forma una comunitat vegetal que a la primavera i a l'estiu té flors d'una precioses com ara l'ungla de gat i el limoniastre. Han d'estar protegides perquè la gent no utilitzi l'espai com una zona urbana i que passi caminant o amb vehicles perquè si no poden fer malt bé l'ecosistema de les dunes i els altres ecosistemes que necessiten les dunes així com alguns animals o vegetals.
L'escalfament global és una amenaça per al Delta. La pujada del nivell del mar se suma a una major freqüència de les tempestes per erosionar el Delta a un ritme superior al ritme de reposició.

## Aiguamolls

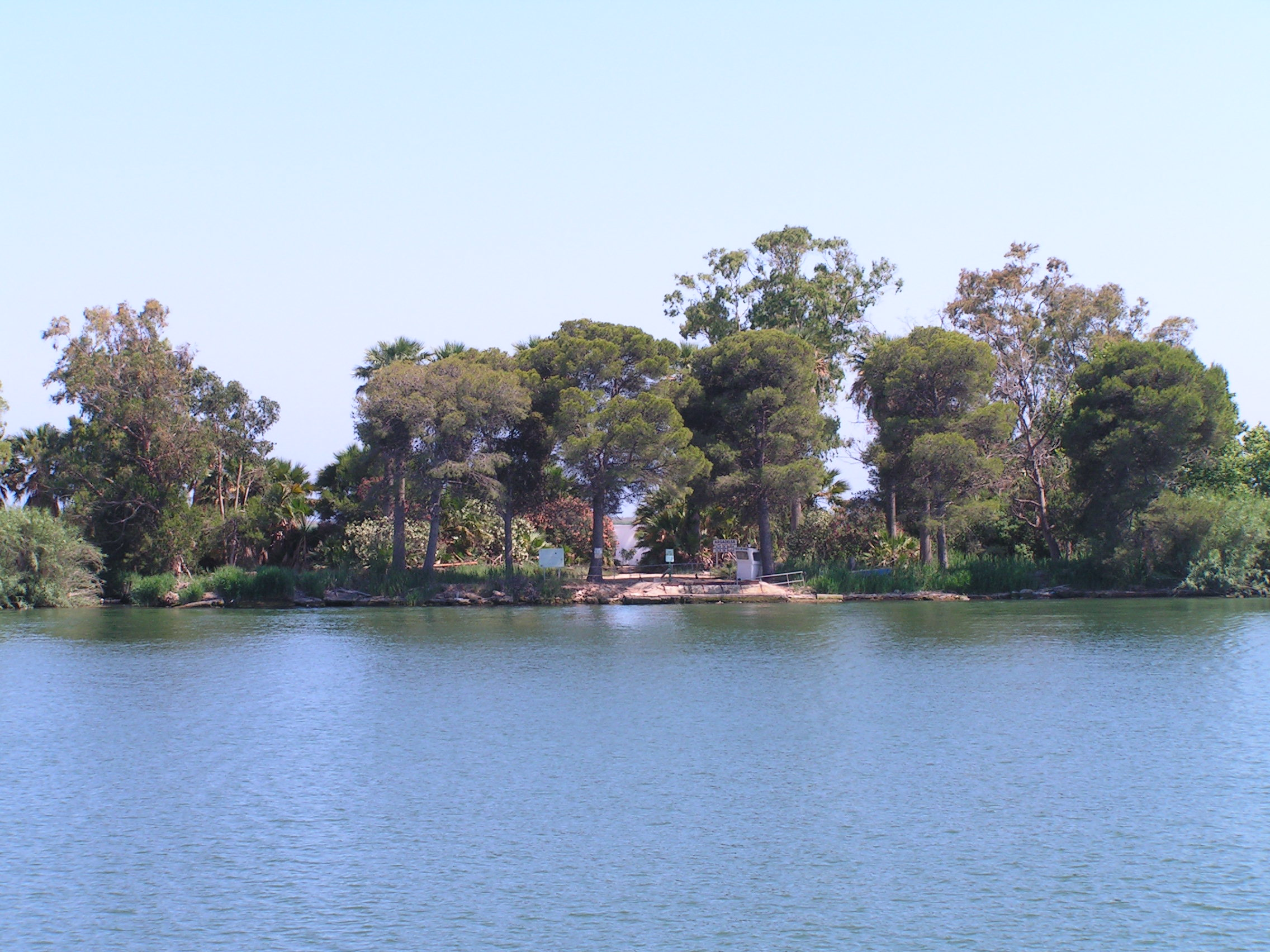
L'Illa de Buda des de l'embarcador per visitar la desembocadura del riu Ebre.

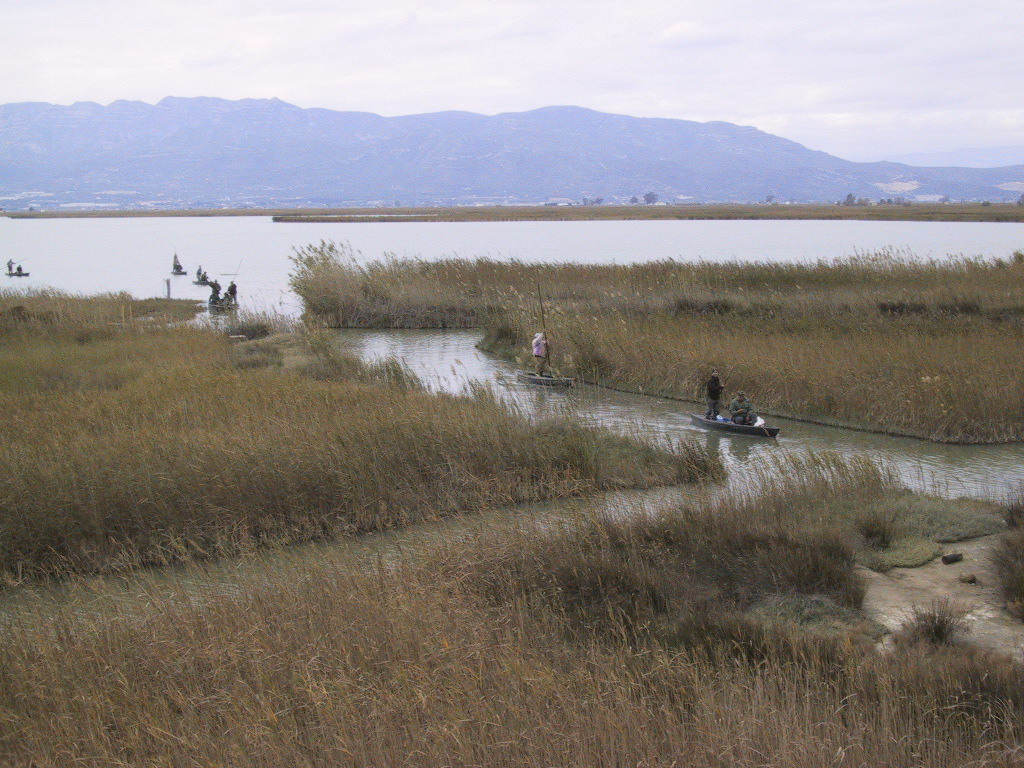
L'Encanyissada

Totes les llacunes del delta de l'Ebre posseeixen al seu voltant un cinturó de vegetació helofítica molt característica, composta sobretot de canyars i canyissers que conformen la comunitat Typho-Schoenoplectetum glauci. Són llacunes d'aigües dolces degudes sobretot a l'aportació d'aigües provinents dels arrossars.
Les llacunes més importants són la de Canal Vell a la riba nord de l'Ebre, Calaix Gran i Calaix de Mar a l'illa de Buda, l'Encanyissada, la Tancada, la Platjola i l'Alfacada a la riba sud del riu. La llacuna de les Olles és la més petita de totes les del Delta, és molt poc salada i està separada del mar per una barra de sorra amb típica vegetació psammòfila. Té poca importància per als ocells aquàtics. La llacuna del Canal Vell té tres cubetes diferents i està envoltada d'un abundant cinturó de vegetació helofítica.
L'illa de Buda té una llacuna central d'extensió considerable i unes petites llacunes immergides en un dens canyisser que reben el nom local de "cremats". La gran llacuna central posseeix dues cubetes, el Calaix Gran i el Calaix de Mar, que posseïxen una salinitat diferent: el de Mar és més salat, i per això està envoltat de vegetació típica de salobrar (comunitat Arthrocnemetum fruticosi) on predomina la salicòrnia. Aquesta cubeta rep de vegades aportacions d'aigua de mar a causa dels temporals de llevant. L'altra cubeta, el Calaix Gran, rep l'aportació d'aigua dolça dels arrossars i dels canals, raó per la qual es comporta de manera molt diferent, tant a nivell de poblament vegetal submergit com per l'abundant vegetació helofítica que l'envolta.

L'Alfacada és una petita llacuna propera a la gola de Migjorn. Està envoltada de vegetació helofítica i a l'hivern pot rebre aportacions d'aigua de mar quan hi ha temporals. La Platjola és una llacuna allargada de petita extensió que està comunicada amb el mar i és el que resta d'una antiga desembocadura del riu.

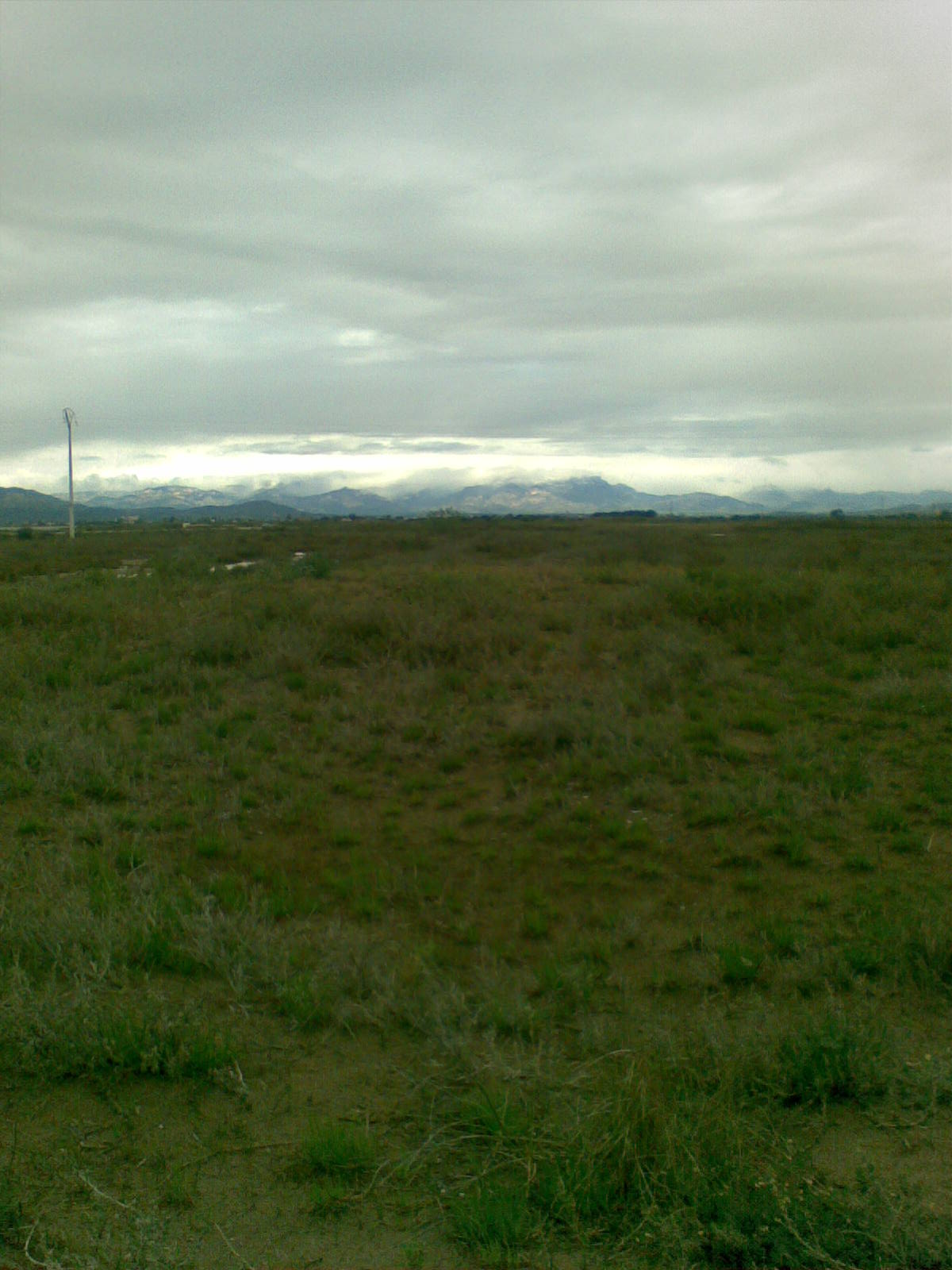
Vista del delta de l'Ebre des de l'Encanyissada.

El perfil sud del delta de l'Ebre està dominat per la presència de dues llacunes relativament grans: la Tancada i l'Encanyissada. La Tancada, tal com diu el seu nom, no té comunicació directa natural amb el mar, però sí que entra en contacte amb la badia mercès a séquies i canals construïts per l'ésser humà. Presenta abundant vegetació helofítica i a la part sud entra en contacte amb l'explotació de les salines de Sant Antoni; per això en aquesta part hi trobem mostres de vegetació halòfila, igual que en el costat est, on s'observen bons exemplars de jonqueres halòfiles. S'hi poden distingir dues cubetes bàsicament similars.
L'Encanyissada és la llacuna més propera a la localitat de la Ràpita i és la més gran de totes les del delta de l'Ebre. També està dividida en dues cubetes i es comunica amb la badia dels Alfacs de manera natural per un canal situat a la part occidental de la llacuna. Té un cinturó de vegetació helofítica considerable i zones més petites salines.
A totes les llacunes destaca la presència de macròfits que no solament ofereixen protecció als peixos contra la calor i els depredadors, sinó que constitueixen un recurs alimentari de primera magnitud per als ocells aquàtics. La conservació dels macròfits ha esdevingut un tema essencial, ja que l'acció dels diversos productes fitosanitaris ha fet minvar considerablement en algunes llacunes el contingut de vegetació submergida.

## Vegetació
Les terres d'aquest delta presenten un gradient de salinitat notable que oscil·la des dels sòls salats fins a les terres fèrtils considerablement aptes per al conreu, i això hi genera una varietat de vegetació de gran interès. Per això, la massa vegetal d'aquests indrets ofereix particularitats notables. S'hi poden trobar tots els biòtops característics de les zones humides en una varietat i, sobretot, en una quantitat més gran que a les altres zones humides dels Països Catalans.
Les comunitats més importants són les salines, que apareixen en aquelles zones d'alta salinitat, cosa lògica, d'altra banda, en un ambient en el qual la influència del mar és tan palpable. L'aigua marina entra per la capa freàtica que, en evaporar-se, concentra les sals a la superfície. La vegetació halòfila de terrenys salins o Arthrocnemetea agrupa les comunitats vegetals Arthrocnemetum fruticosi, Schoeno-Plantaginetum crassifoliae, Salicornietum emerici i Crucianelletum maritimae, ben representades prop de les salines de Sant Antoni, a la Tancada, i a les de la Trinitat, a la Banya.
Els canyars i els canyissers tenen una importància extrema. La vegetació corresponent rep el nom d'helofítica o Phragmitetea i les seues comunitats són Typho-Schoenoplectetum glauci i Scirpetum maritimi-littoralis. A la zona denominada Els Ullals (surgències d'aigua dolça a la part occidental de l'hemidelta sud) s'hi pot trobar la comunitat Potamogetum denso-nodosi, rica en Nymphaea alba, un nenúfar.
Les comunitats vegetals que poblen les dunes o Ammophiletea, que estan més o menys fixades, corresponen a les comunitats Agropyretum mediterraneum, Ammophiletum arundinaceae i Crucianelletum maritimae, com a més importants. Són característiques d'aquestes zones el borró (Ammophila arenaria) i la lleteresa de platja (Euphorbia paralias).
La vegetació que ocupa els marges del riu pertany a la denominada ripària (Populetalia i Nerio Tamaricetea) i correspon a les úniques comunitats forestals del delta, és a dir, als coneguts boscos de ribera, entre els quals sobresurten l'albereda (Populus alba), especialment present a l'Illa de Gràcia, i que forma part de la comunitat Vinco-Populetum albae. Una altra comunitat d'aquest tipus que s'hi pot trobar és l'Arundini-Convolvuletum sepium.
A les riberes salabroses i a les dunes humides s'hi poden trobar els tamarius (Tamarix gallica), pertanyents a la comunitat Tamaricetum canariensis.

## Riquesa faunística[calcitació]

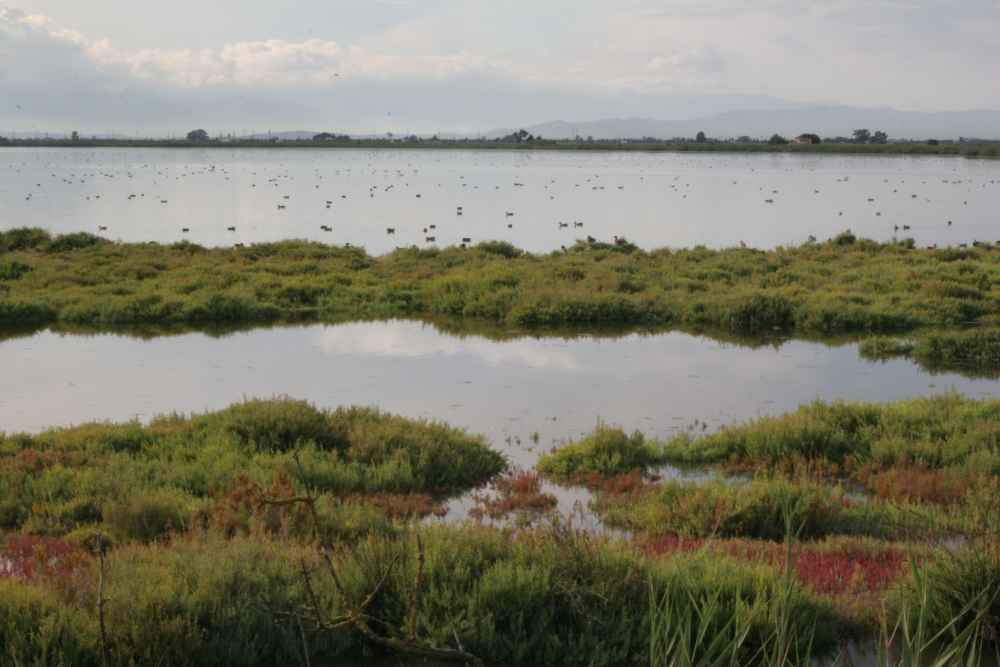
Paisatge típic del delta de l'Ebre

La humitat del delta de l'Ebre (incloent-hi el parc) és d'importància internacional per a vuit espècies de plantes i 69 de fauna vertebrada, la majoria de les quals són ocells. Hi ha nius de 95 espècies, on hivernen, reposen i s'alimenten durant les migracions de moltes altres espècies d'ocells. El delta de l'Ebre té unes 325 espècies d'aus de les 600 existents a Europa.
- Mamífers: rata d'aigua, musaranya, etc.
- Rèptils: Colobra d'aigua, tortuga d'estany, tortuga mediterrània, etc.[18]
- Amfibis: granota verda
- Peixos: carpa, llisa, anguila, llobarro, orada, silur, etc.
- Zooplancton: Gammarus aequicauda, Calanipeda aquae-dulcis, Synhatea sp., Acanthocyclops robustus.
- Invertebrats: palamanetes zaraquieyi, shaeroma hookeri
- Ocells: ràllids, limícoles, xatracs, flamencs, passeriformes, corb marí, ànecs i oques, ardeids, rapinyaires, eapó i becplaner, gavines, cabussons, fotges, etc.

## Activitat humana
El delta de l'Ebre cobreix 320 km²: un 20 per cent dels quals són àrees naturals (l'actual parc natural), un 75 per cent és cultivable i la resta urbana. Hi viuen unes 50.000 persones.
S'hi practica l'agricultura (cultius de regadiu, fruiters, arròs), la pesca, l'aqüicultura i el turisme. Els camps d'arròs cobreixen unes 21.000 hectàrees. Així mateix manté una pesca important. L'arrossar forma part substancial del paisatge deltaic i constitueix per si mateix una zona humida d'importància capital que comporta, d'una banda, una producció alimentària enorme per a les espècies salvatges, i, d'una altra banda, l'existència d'una vegetació característica. Són multitud les espècies animals que s'aprofiten de l'arrossar en alguna època del seu cicle. El cicle arrosser exigeix inundacions periòdiques de gran quantitat de la superfície deltaica (fins al 40 per cent), i el seu posterior assecament, mentre que, al seu torn, successives allaus d'aigua dolça desemboquen a través de canals i séquies a les llacunes litorals i, més tard, al mar.
Malgrat la situació actual, en la qual l'explotació agrícola és màxima, el conreu arrosser, i d'altres tipus, no fou implantat al Delta fins a la darreria del segle xix, amb l'obertura dels canals de la dreta i de l'esquerra, i fins llavors el tipus d'explotació havia estat molt diferent. En èpoques passades, l'aprofitament se centrava en salines (des del segle x), ramaderia (des del segle xiv) i caça i pesca segurament des de sempre. Així, doncs, fins al segle xix l'activitat humana incidí en el sistema deltaic aprofitant de manera natural els recursos que oferia. A partir de l'adveniment agrícola de la zona, hi hagué un augment demogràfic de summa importància en poblar-se el delta de l'Ebre amb gent provinent del País Valencià i de l'Empordà. Des del 2009, s'ha descobert una proliferació massiva del cargol poma tacat, una espècie invasora que causa molts estralls als cultius i la vegetació natural. Malgrat accions intensives, el seu control és complicat i l'espècie ha pogut dispersar-se durant uns anys, sense adonar-se de la seva nocivitat.
El sistema de conreu arrosser al delta de l'Ebre és cíclic. Des del mes d'abril fins al setembre (època de recollida de l'arròs), l'aigua dolça circula des del riu, passant per canals i séquies, fins als camps i desemboca a les llacunes litorals i d'aquestes al mar. Pel desembre es tanquen les comportes d'entrada i l'aigua roman estancada en camps i canals, on s'evapora durant l'hivern fins a arribar a la sequedat quasi total al final de febrer. Durant el mes de març els camps es treballen i es preparen per a la sembra, i en aquell moment resten totalment secs, fins que tornen a inundar-se per l'abril i recomencen el cicle. D'aquesta manera, la dinàmica hidrològica juntament amb certs fenòmens naturals emmarquen el delta de l'Ebre en una situació atípica, ja que la salinitat dels llacs és més alta a l'hivern que a l'estiu, mentre que hauria d'ésser a l'inrevés, ja que l'evaporació de l'estiu hauria de concentrar les sals, però l'aportació d'aigua dolça en aquesta època fa que s'esdevingui el contrari. Aquest fenomen extremament singular, lligat al cicle de productivitat de l'arròs, fa que els ritmes biològics s'alterin, de manera que hom ha pogut apreciar que el veritable regulador, el rellotge biològic que marca la pauta en les fluctuacions poblacionals de la fauna és el conreu de l'arròs. Com a exemple, hom pot esmentar el retard en la nidificació de molts ocells respecte al que els correspondria en altres llocs de latitud similar, adequant així el naixement de les cries a l'època de més productivitat de l'arrossar, cosa que els permet alimentar-les millor, fenomen que ha estat comprovat tant en ànecs com en passeriformes.